# Parc Científic i Tecnològic Agroalimentari de Lleida
El Parc Agrobiotech Lleida és un complex ubicat al turó de Gardeny de la ciutat de Lleida que acull diverses empreses i institucions relacionades principalment amb la tecnologia, la recerca i el desenvolupament científic, es compon del Parc Científic, el Magical Media i l'Arborètum. El parc és promogut per l'Ajuntament i la Universitat de Lleida amb la intenció que esdevingui un referent dins del camp de la indústria agroalimentària. A inicis del 2014 ja tenia més de 100 empreses i més de 1.400 treballadors.
El Parc Agrobiotech Lleida és una aposta estratègica i ambiciosa per a Lleida, que fixa els seus valors en la innovació, la qualitat, l’especialització, el dinamisme, el prestigi científic i acadèmic i, clarament, en una vocació de lideratge versemblant.

## Algunes associacions i empreses presents
- FEMAC (associació)
- ILNOVA (associació)
- Arxiu Municipal de Lleida
- CAEM - Centre d'investigació d'art d'època moderna (S. XV-XVIII)
- Consorci de Promoció Econòmica
- Consorci Lleidatà de Control
- IFR-Microsoft
- INDRA
- Lleida.net
- MAQCENTRE - Centre d'innovació del sector de la maquinària agrícola i dels equips industrials
- Optimal Essence Productions
- Plataforma de Serveis Tecnològics. Serveis Científico-tècnics de la UdL (Tècniques Cromatogràfiques i d'Espectrometria de Masses, TCEM)
- Plataforma de Serveis Tecnològics. Xarxa IT de la UdL
- Ros Roca envirotec
- SEMIC
- Triangle
- Institut Català de la Fusta
- INNOPAN
- Institut Tecnològic de Lleida
- Magical Media
- Fruitcentre
- Dietary Molecular Diagnostics SL